# 2003年7月中国大陆

## 7月28日
- 中共中央总书记胡锦涛在全国防治“非典”工作会议上的讲话中提出全面发展、协调发展、可持续发展的发展观[1]。

## 7月30日
- 国务院第16次常务会议通过《婚姻登记条例 》[2]